# 红旗种马场
红旗种马场是位于中华人民共和国黑龙江省齐齐哈尔市依安县的一个类似乡级单位，亦是黑龙江省农垦齐齐哈尔管理局所属的一个国有牧场。
红旗种马场始建于1965年，建场初期到2006年为黑龙江省畜牧局国家保种马场。位于松嫩平原中部，地处依安县、富裕县、林甸县交汇处，土地面积6.7万亩，总人口3146人，职工532名。

## 行政区划
红旗种马场下辖以下单位：
红旗场直社区和红旗马场管理区。